# Qualea cryptantha
Qualea cryptantha là một loài thực vật có hoa trong họ Vochysiaceae. Loài này được (Spreng.) Warm. miêu tả khoa học đầu tiên năm 1875.